# Sebevražedné myšlenky

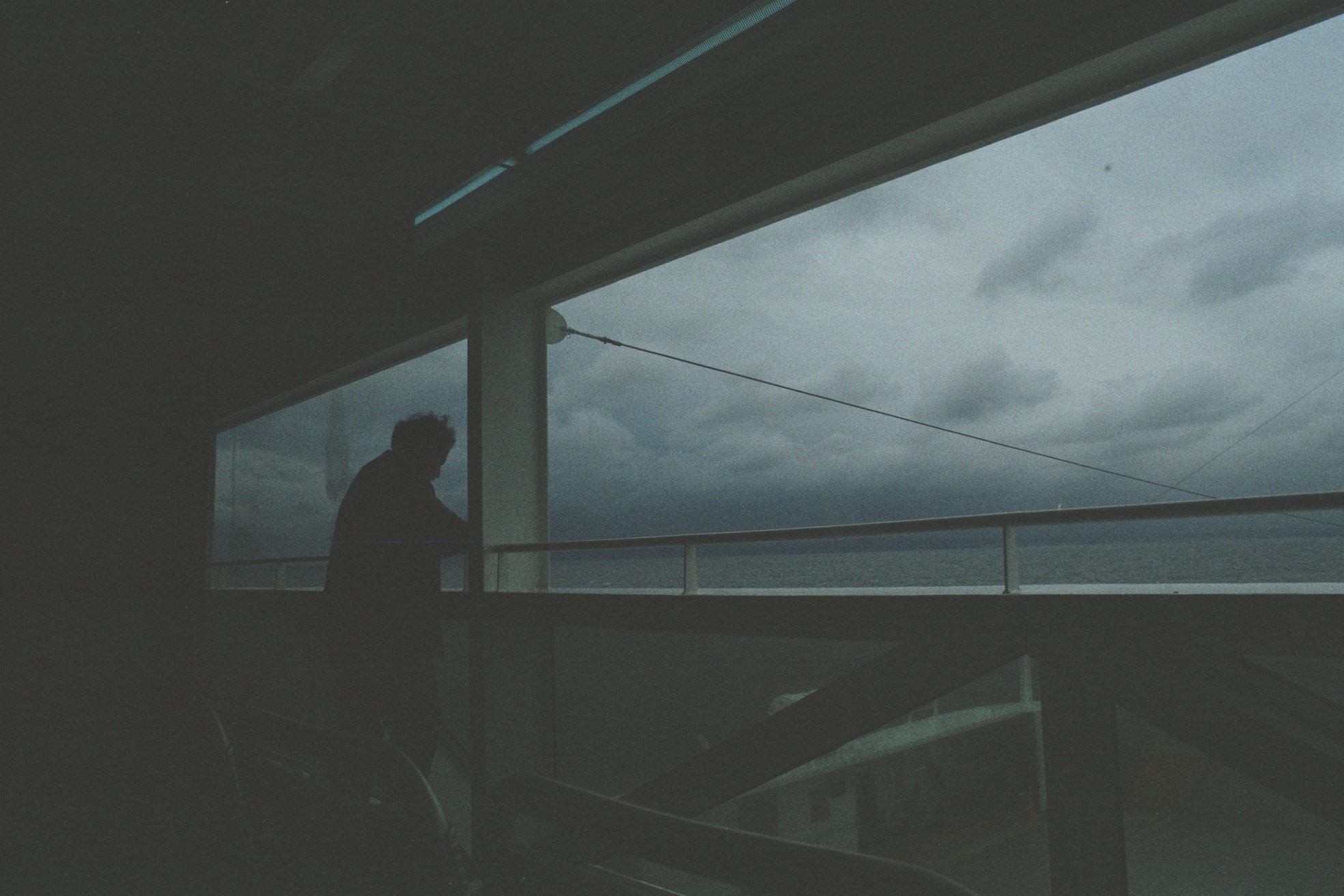
Lidé na sebevraždu mohou myslet kvůli neléčené depresi

Sebevražedné myšlenky, také suicidální myšlenky, jsou myšlenky představující vůli dobrovolného ukončení vlastního života, které mohou zasáhnout prakticky kohokoli a kdykoli. To však nutně nepředstavuje bezprostřední hrozbu, že takto smýšlející jedinci budou podle těchto myšlenek skutečně jednat. Většina lidí, kteří uvažují o sebevraždě, se o ni nakonec nepokusí, avšak relevantní sebevražedné myšlenky jsou vážným rizikovým faktorem pro spáchání suicidia. Za normálních okolností (tj. předpoklad pevného duševního zdraví) by měly myšlenky na sebevraždu postupem času vymizet. V opačném případě musí být postiženému jedinci poskytnuta okamžitá pomoc, neboť na suicidální myšlenky není nahlíženo jako na diagnózu, nýbrž jako na jeden z mnoha příznaků duševních poruch. Jsou tedy často varovným signálem a projevem deprese, Sebepoškozování, těžké obsedantně-kompulzivní poruchy či rozvíjející se psychózy.
Suicidálním myšlenkám předchází tzv. sebevražedné nápady, které se objevují sporadicky a jsou impulzivní. Jedná se o velmi nekonkrétní myšlenky, jak svůj život ukončit nenásilnou cestou. Mohou však být i dotěrné a objevovat se postupně, kdy se následně jedinec začíná ve své mysli vážněji zabývat možností, jaké by to bylo sebevraždu provést. Poté dochází k proměně ze suicidálních myšlenek na tzv. suicidální tendence, kterým se nemocný stěží dokáže bránit a zaujímá ambivalentní postoj, přičemž nastupují i suicidální úvahy, kdy se daná osoba s myšlenkami ztotožňuje a podrobně sebevraždu plánuje (např. shromažďuje léky či vyhledává pro ni vhodné místo, např. koleje, most atd.), což mnohokrát vede k její realizaci, která je taktéž poslední fází suicidálních myšlenek. Pokud z nějakého důvodu sebevražda není úspěšná, může se o ni sebevrah pokusit znovu. V některých případech může rozhodnutí o vykonání sebevraždy vést u postižené osoby k uklidnění, což potom v jejím okolí vyvolává mylný dojem o zlepšení psychického stavu nemocného. Prudká změna směru zdánlivě šťastného stavu může naznačovat, že se člověk s myšlenkou na odchod ze života vyrovnal.

## Příznaky sebevražedného přemýšlení

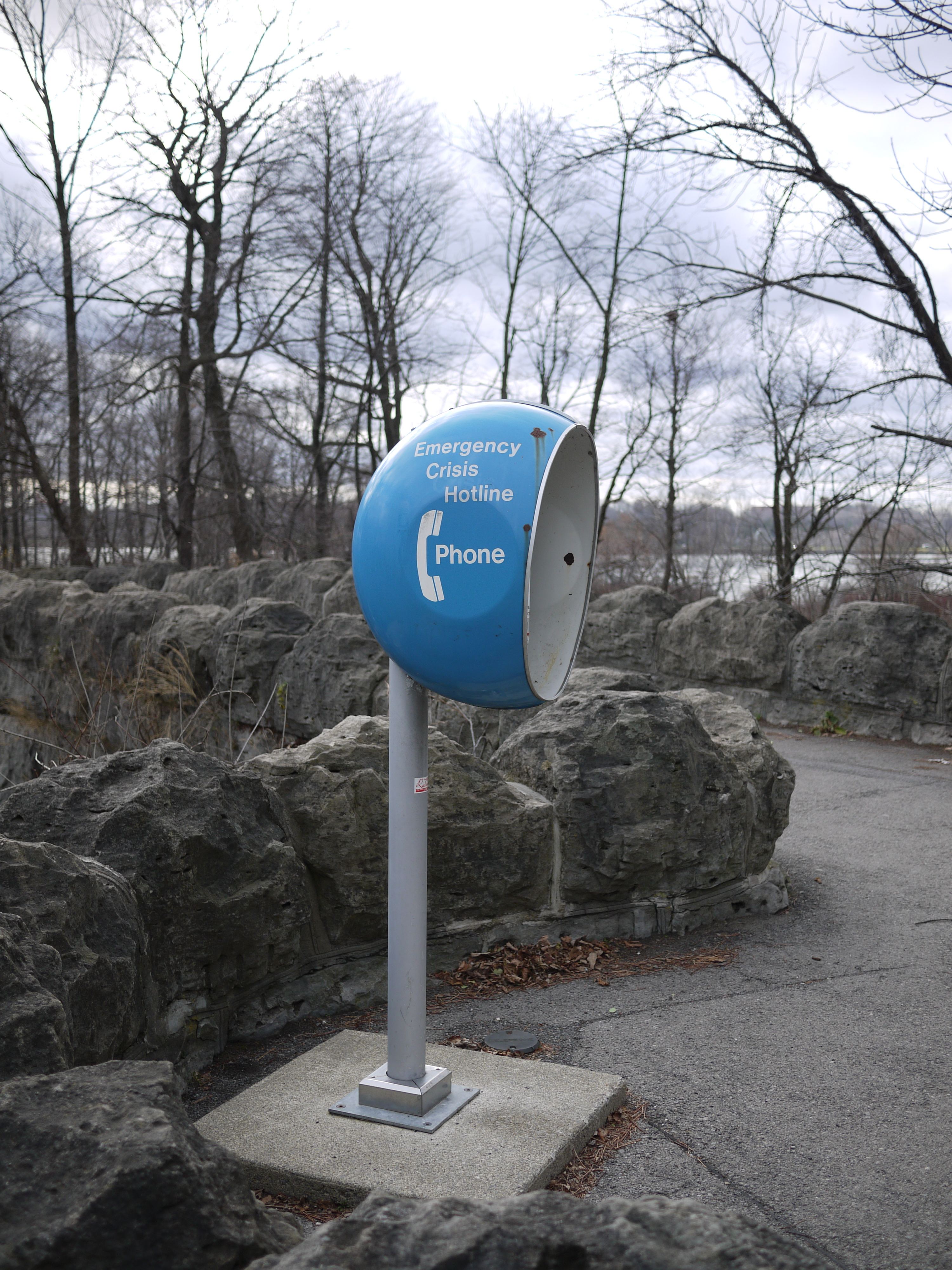
Na linku důvěry se často obracejí i děti s myšlenkami na ukončení svého života

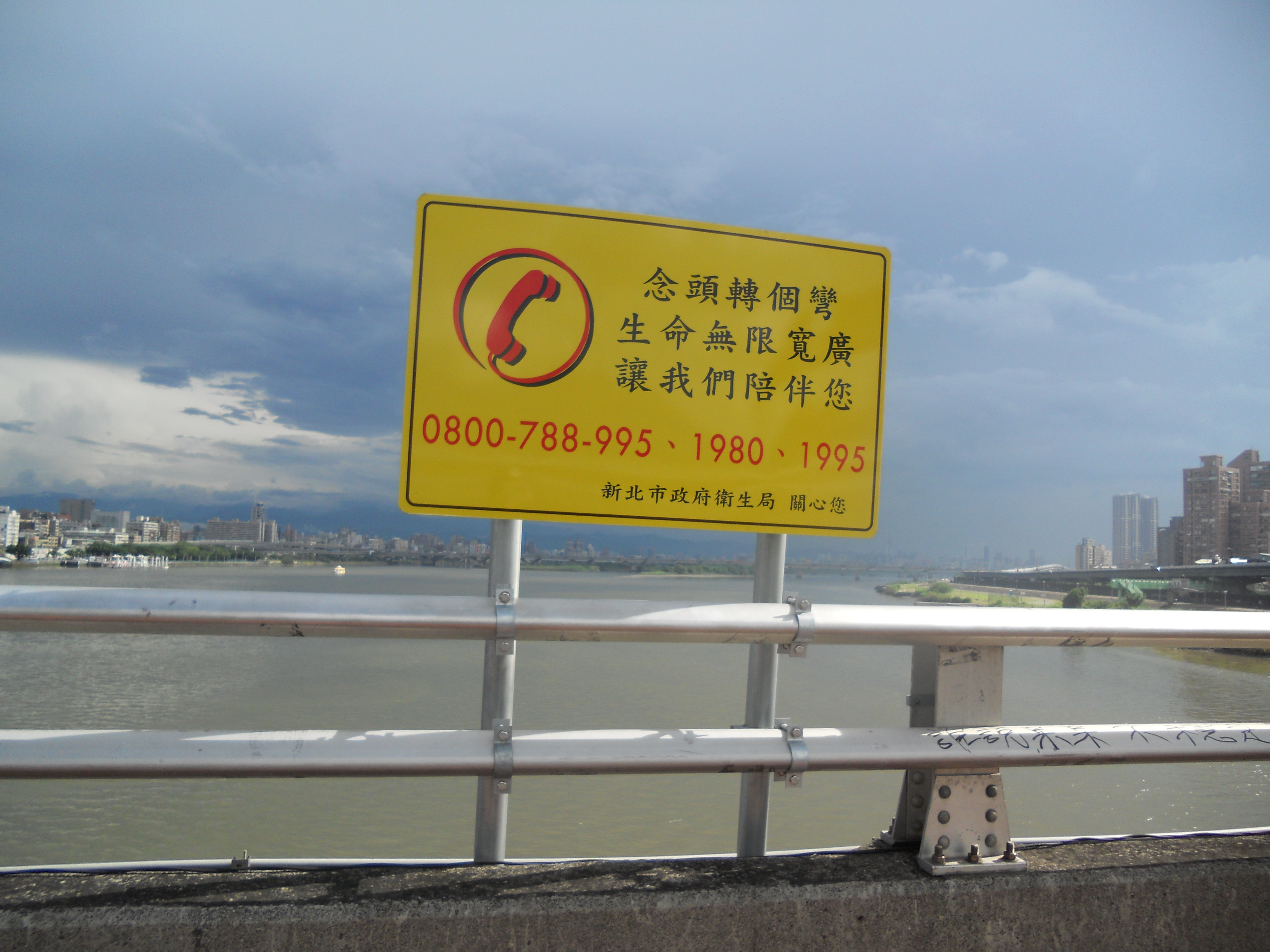
Mosty, železniční přejezdy nebo rušné dálnice jsou pro lidi se sebevražednou tendencí místa vysoce riziková, proto zde často dochází k umisťování cedulí s kontaktem na linku důvěry. Příkladem může být město Tchaj-pej

Mezi nejčastější varovné příznaky myšlenek na sebevraždu patří následující body:
- jedinec mluví o sebevraždě, např. „kéž bych neexistoval, nechci žít“ atp.
- stranění se jiným sociálním kontaktům (asociálnost)
- pocity smutku, beznaděje, sklíčenosti, bezmoci
- vyhrožování sebevraždou
- sebedestruktivní chování
- zneužívání návykových látek (alkohol, drogy atp.)
- výkyvy nálad, emoční nevyrovnanost
- ztráta zájmu o dřívější koníčky
- rozdávání věcí, kterých si dotyčný jedinec cení
- shromažďování prostředků k sebevraždě (zbraň, léky)
- výroky naznačující „sbohem“
- změny osobnosti, výrazná úzkost
- zabývání se věcmi souvisejícími se smrtí
- obtížné rozhodování
- vyčerpanost
- ztráta zájmu o sex (jindy naopak promiskuita)[15]
- sebepodceňování
- přesvědčení, že by světu bylo lépe bez něj
- agresivita

### Pomoc nemocné osobě
Nebezpečnost sebevražedných myšlenek se posuzuje podle jejich intenzity, kolik zabírají času a jejich konkrétnost, tzn. jak jasnou má jedinec představu o provedení suicidia. V případě, že blízká osoba podezírá někoho ze sebevražedných myšlenek, je nutné co nejrychleji najít odbornou pomoc pro nemocného či ho podpořit v tom, aby svůj duševní stav léčil pomocí psychoterapií či alespoň kontaktoval některou z krizových linek, např. linku důvěry. Ve vážných případech může duševní stav jedince vyžadovat hospitalizaci. Pokud z jakéhokoliv důvodu není odborná pomoc dostupná, musíme postiženému člověku zůstat oporou, dokud se nepodaří onu pomoc zajistit. Je důležité se vyvarovat častého stereotypu a předsudku, že člověk mluvící o sebevraždě na sebe chce jen upoutat pozornost, tudíž je vždy nezbytné předpokládat, že takový člověk myslí sebevraždu opravdu vážně. Nevhodné je taktéž osobu vybízet, aby sebevraždu vykonala (např. „tak to udělej“). Podobným chováním (např. „sebevražda je pro slabochy, je to hloupost“) nejen, že nemocnému psychicky ubližujeme, ale také zvyšujeme riziko, že si daná osoba skutečně ublíží. Řada lidí, kteří se pokusí o sebevraždu, se totiž o svém záměru někomu zmíní. Další postupy, kterých je během komunikace s postiženým jedincem třeba se vystříhat, jsou uvedeny níže:
- neporovnávat situaci dotyčného s jinou
  - tj. např. „někdo se má hůř“ nebo „máš vše, co si můžeš přát“
- neúcta k pocitům
  - nesnažte se jedinci jeho pocity vymluvit či je nezlehčujte, zlehčování mohou vést k nedůvěře a ukončení komunikace
- neslibovat
  - nikdy neslibujte, že zachováte tajemství o sebevražedných myšlenkách nemocného, naopak mu vysvětlete, že takovou věc není možné držet v tajnosti, pokud se jeho život nachází v ohrožení

Naopak postiženému bychom měli nabídnout pomocnou ruku a naslouchat mu, přičemž můžeme využít následující rady, které doporučuje Národní ústav duševního zdraví v Praze. Takové rady se označují jako suicidální prevence (také prevence sebevražd) a některé z nich jsou v bodech popsány zde:
- motivovat k vyhledání pomoci
  - jak je již výše uvedeno — motivujte dotyčnou osobu k vyhledání pomoci: může se jednat o anonymní kontakt s některou z krizových linek nebo přímo odborné pomoci (psychiatr, psycholog atd.)
- zamezení přístupu k potencionálně nebezpečným předmětům
  - osobě, která se zmiňuje o sebevraždě, zamezte přístup k potenciálně nebezpečným předmětům jako např. lékům, kterými se lze předávkovat, nebo ostrým nástrojům. Pokud osoba běžně léky užívá, zajistěte, aby jí je někdo pravidelně v bezpečných dávkách vydával
- opora a naslouchání
  - snažte se osobě naslouchat a ukázat jí, že se na vás může spolehnout, nevyvolávejte v ní pocit viny, studu atp., nýbrž nabídněte svou pomoc a soucit
- omezení alkoholu, drog
  - pokud je nemocná osoba závislá na alkoholu či drogách, rozumně ji nabádejte k tomu, aby je neužívala, neboť alkohol a návykové látky mohou poskytnout pouze dočasnou úlevu, v konečném důsledku však věci jen zhoršují a mohou vést k bezhlavému jednání a prohloubení deprese

## Rizikové faktory
Sebevražedné myšlenky se neobjevují bezdůvodně, vždy jim předchází např. silný emoční zážitek, ztráta práce, finanční tíseň nebo psychické nemoci či jiný dlouhodobě nepříznivý zdravotní stav. Tyto rizikové faktory lze rozdělit do dvou kategorií — duševní poruchy a životní události. Lidi v těchto kategoriích myšlenky na sebevraždu postihují častěji.

### Duševní poruchy
Řada duševních poruch je spojena s přítomností sebevražedných myšlenek nebo významně zvyšuje riziko jejich výskytu. Udává se, že 40 až 70 % pacientů s depresí má sebevražedné myšlenky a 90 % sebevrahů trpí duševní poruchou. Níže uvedený seznam zahrnuje ty poruchy, u nichž je zřejmá souvislost s výskytem sebevražedných myšlenek. Seznam uvedený níže je pouze orientační a nejsou zde zmíněna všechna riziková onemocnění. Mezi duševní poruchy, které zvyšují riziko sebevražedných myšlenek, patří:
- generalizovaná úzkostná porucha
- poruchy autistického spektra
- deprese
- psychóza
- schizofrenie
- posttraumatická stresová porucha
- porucha osobnosti
- paranoia
- bipolární afektivní porucha
- hyperkinetická porucha (ADHD)
- dysmorfofobická porucha
- mentální anorexie

### Životní události
Řada událostí v životě člověka pravděpodobně vyvolá sebevražedné myšlenky. Určité životní situace se navíc zcela běžně vyskytují u osob s výše zmíněnými duševními poruchami, což také zvyšuje riziko vyvolání sebevražedných myšlenek. Události, s nimiž se dospělí a děti v životě setkávají, se mohou lišit, proto je následující seznam také pouze orientační. Jako životní události přispívající k rozvoji suicidálních myšlenek lze zmínit následující:
- alkoholismus
  - výzkum Harvardské lékařské školy ukazuje, že lidé, kteří zneužívají alkohol, mají sklon k sebevražedným myšlenkám[23]
  - některé studie ukazují souvislost mezi konzumací alkoholu a pravděpodobností sebevražedných myšlenek[24]
  - 30 až 40% lidí, kteří zemřeli na sebevraždu, vypili před pokusem alkohol[9]
- nezaměstnanost a finanční nouze[25]
- chronická onemocnění[26][27]
- ztráta nebo smrt rodiny, přátel či partnera[27][14]
- neplánované těhotenství či potrat[28]
- šikana nebo počítačová šikana[29]
- předchozí pokusy o sebevraždu[9]
  - pokud se již člověk dříve pokusil o sebevraždu, je mnohem pravděpodobnější, že o sebevraždě bude přemýšlet znovu
- služba v ozbrojených silách
  - vojenský personál, který vykazuje příznaky PTSD s větší pravděpodobností uvažuje o sebevraždě[30]
- přibírání na váze, obezita[31]
  - riziko sebevražedných myšlenek z důvodu nadváhy je vyšší u žen než u mužů
- odnětí svobody, vězení[32]
- homosexuální, bisexuální a transsexuální orientace[33]
- pohlavní zneužívání[16]
- týrání a pohlavní zneužívání v dětství[34]
- stáří[35]
- rodinné násilí[36]
- problémy ve škole[37]
  - školní problémy pro sebevražedné chování jsou obvykle spojeny se vztahy s učiteli a spolužáky

## Léčba
Jak bylo výše zmíněno — přítomnost sebevražedných myšlenek naznačuje potřebu vyhledat lékařskou pomoc. Účinná léčba duševní poruchy, která je často základem sebevražedných myšlenek, umožňuje jejich odstranění či alespoň výrazné potlačení. Může mimo jiné zahrnovat farmakoterapii (tj. léčení určitými medikamenty) i psychoterapii zároveň. Sebevražedné myšlenky, doprovázené tendencí k jejich dosažení, mohou být indikací pro psychiatrickou hospitalizaci, ta umožňuje poskytnout pacientovi vyšší úroveň bezpečnosti, aplikovat intenzivnější léčbu a častěji ji upravovat v závislosti na aktuálním zdravotním stavu pacienta. U některých závažných duševních poruch (např. Cotardův syndrom) lze také využít elektroterapie. Ambulantní léčba, ale i nemocniční léčba se potom provádí výhradně za účasti psychiatrů, psychoterapeutů nebo klinických psychologů.

## Sebevražedné myšlenky ve světě

### Česká republika
Podle průzkumu Univerzity Karlovy v Česku má závažnou depresi cca 7 % Čechů, přičemž sebevražedné myšlenky mělo až 9 % české populace a 1 % reálně o sebevraždě uvažovalo. Ministerstvo zdravotnictví České republiky uvedlo, že v důsledku pandemie koronaviru je riziko myšlenek na sebevraždu až 3× vyšší a taktéž došlo k nárůstu psychických poruch.

### Spojené státy americké
Průzkum pro úřad prevenci onemocnění ve Spojených státech amerických ukázal, že o sebevraždě za poslední měsíc přemýšlel alespoň 1 ze 4 mladistvých. Dotazníku se zúčastnilo 5412 osob ve věkovém rozmezí 18 až 24 let.

### Estonsko
Sympozium zkoumající sebevražedné chování z roku 2013 odhalilo, že z 265 dotázaných homosexuálních Estonců a Rusů uvedlo, že za poslední jeden rok 14 % z nich mělo sebevražedné myšlenky a 2 % se pokusilo o sebevraždu. Během celého života o sebevraždě uvažovalo 44 % a o 11 % se o ní pokusilo.

### Polsko
V Polsku byl skupinou psychiatrů 1663 studentům ve věku 14 až 21 let předložen anonymní dotazník týkající se sebevražedného chování; 31% studentů uvedlo přítomnost sebevražedných myšlenek a 8 % přemýšlelo o pokusu o sebevraždu. Z faktorů souvisejících s nejvyšším relativním rizikem pokusů o sebevraždu u zkoumaných studentů se jako nejvýznamnějším jevila předchozí psychiatrická léčba nebo psychoterapie, útěk z domova, sebevražedné úmrtí mezi příbuznými i přáteli, zneužívání drog a „fascinace smrtí“.